# تربية في الأسر

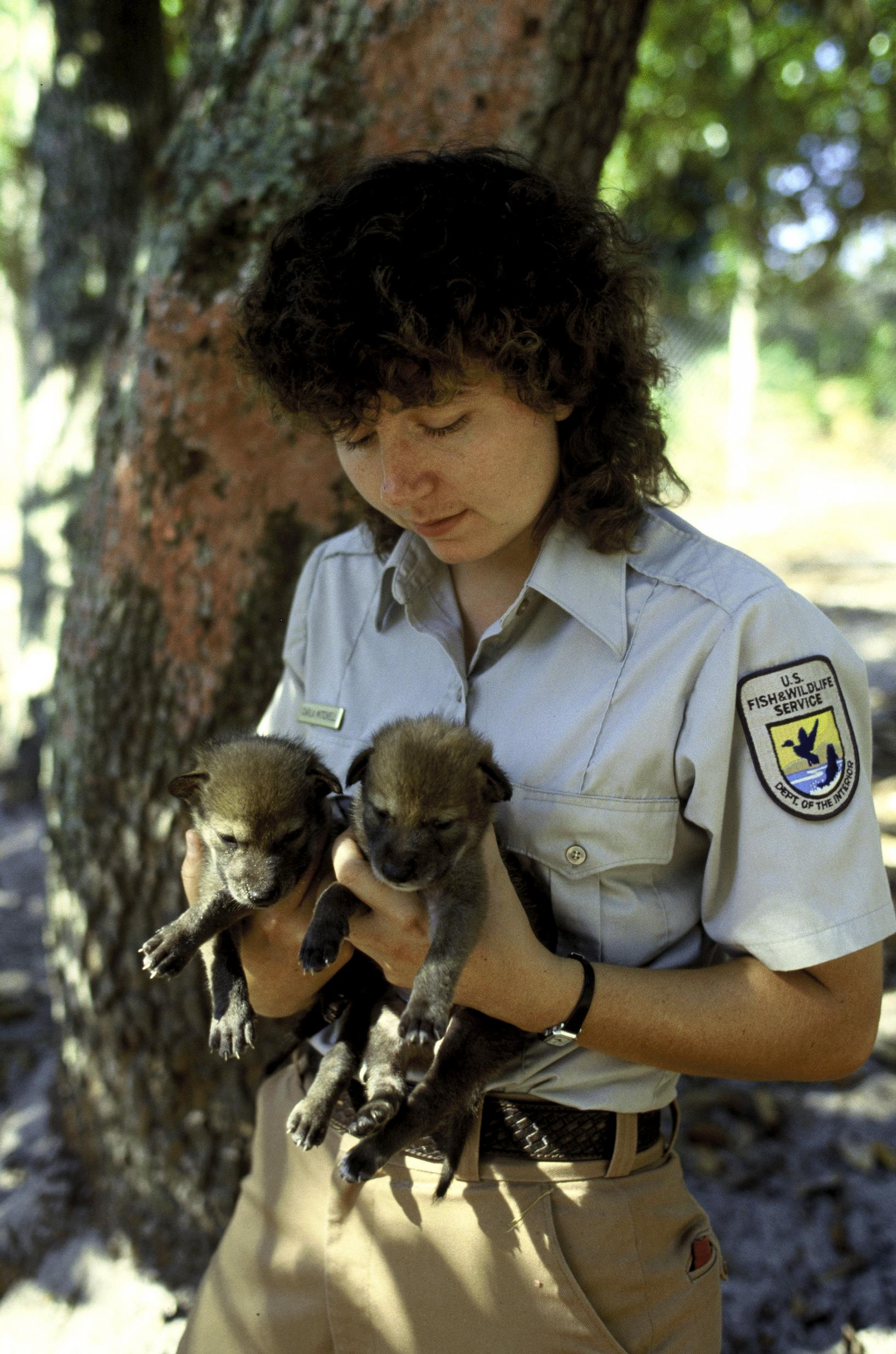

التربية في الأسر (بالإنجليزية: Captive breeding)‏ هي عملية الحفاظ على النباتات والحيوانات ضمن بيئة مُتحكَّم بها، مثل محميات الحياة البرية، وحدائق الحيوان، والحدائق النباتية، ومنشآت الحفظ الأخرى. تُوظَّف أحيانًا لمساعدة الأنواع التي تهددها النشاطات البشرية مثل خسارة الموطن وتجزئته، والصيد الجائر سواءً للحيوانات البرية أو للأسماك، والتلوث، والافتراس، والأمراض، والتطفل. يمكن في بعض الحالات أن تحمي التربية في الأسر الأنواع من الانقراض، ولكن لإنجاحها، يتعين على المربين أن ينظروا بعين الاعتبار إلى العديد من العوامل من ضمنها المسائل الوراثية والبيئية والسلوكية والأخلاقية. تنطوي أكثر المحاولات نجاحًا على التعاون والتنسيق بين العديد من المؤسسات.

## لمحة تاريخية
ظهرت تقنيات التربية في الأسر مع أول استئناس قام به الإنسان للحيوانات (مثل الماعز)، والنباتات (مثل القمح) قبل 10,000 عام على الأقل. توسعت تلك الممارسات لاحقًا مع ظهور حدائق الحيوان الملكية في مصر وشعبيتها التي أدت إلى زيادة عدد حدائق الحيوان حول العالم. لم يبدأ تنفيذ برامج التربية في الأسر حتى ستينيات القرن الماضي. من تلك لبرامج برنامج تربية المها العربية في حديقة حيوان فينيكس في عام 1962 الذي هدف إلى إعادة توطين هذه الأنواع في البرية. توسعت تلك البرامج في ظل قانون الأنواع المهددة بالانقراض الذي أصدرته إدارة الرئيس الأمريكي نيكسون في عام 1973، والذي يركز الاهتمام على حماية الأنواع المهددة بالانقراض ومواطنها من أجل حماية التنوع الحيوي. أُنشِئَت منذ ذلك الحين مراكز للأبحاث والحفظ الحيوي في حدائق الحيوان مثل معهد بحوث الحفظ في حديقة حيوان سان دييغو الذي أُنشئ في عام 1975 وجرى توسيعه في عام 2009، وساهم في جهود حفظ ناجحة للأنواع مثل غراب هاواي.

## التنسيق
تُنسق تربية الأنواع لأغراض الحفظ من خلال برامج تربية تعاونية تتضمن سجلات نسب عالمية ومنسقين يقيِّمون أدوار الحيوانات الفردية والمؤسسات من منظور عالمي وإقليمي. تحوي سجلات النسب تلك معلومات عن تاريخ الميلاد والجنس والمكان والنسب (إذا كان معروفًا)، وتساعد في معرفة إن كان الحيوان على قيد الحياة ومعدل التكاثر وعدد الأفراد المؤسِّسة للجماعة معامِلات التزاوج الداخلي. يراجِع منسق النوع المعلومات الموجودة في سجل النسب ويحدد خطة التربية التي ستعطي النسل الأكثر ملاءمة.
يمكن أن تُنقل الحيوانات لتتزاوج عند وجود حيوانين متوافقَين في حديقتي حيوان مختلفتين، ولكن قد يتسبب ذلك بإصابتها بالتوتر، وهذا ما سيقلل من إمكانية حدوث التزاوج. رغم ذلك فإن تلك ما تزال طريقة التربية الأكثر شعبية بين المنظمات الأوروبية المعنية بالحيوانات. الإخصاب الاصطناعي (عن طريق نقل النطاف) هو خيار آخر، ولكن يمكن أن تعاني ذكور الحيوانات من التوتر أثناء جمع النطاف، وكذلك الأمر بالنسبة للإناث أثناء عملية التلقيح الاصطناعي. علاوة على ذلك، يكون النطاف منخفض النوعية لأن عملية الشحن تتطلب زيادة عمر النطاف من أجل الوقت اللازم للنقل.
توجد برامج إقليمية لحفظ الأنواع المهددة بالانقراض مثل:
- في الأمريكيتين: خطة بقاء الأنواع «إس إس بّي» (رابطة حدائق الحيوان وأحواض السمك «إيه زد إيه»، والرابطة الكندية لحدائق الحيوان وأحواض السمك «سي إيه زد إيه»)
- أوروبا: البرنامج الأوروبي للأنواع المهددة بالانقراض «إي إي بّي» (الرابطة الأوروبية لحدائق الحيوان وأحواض السمك «إي إيه زد إيه»)
- أسترالاسيا: برنامج إدارة الأنواع الأسترالاسيوية «إيه إس إم بّي» (رابطة حدائق الحيوان وأحواض السمك «زد إيه إيه»)
- أفريقيا: برنامج الحفظ الأفريقي «إيه بّي بّي» (الرابطة الأفريقية لحدائق الحيوان وأحواض السمك «بّي إيه إيه زد إيه بي»)
- اليابان: نشاطات الحفظ الخاصة بالرابطة اليابانية لحدائق الحيوان وأحواض السمك «جيه إيه زد إيه»
- جنوب آسيا: نشاطات الحفظ الخاصة برابطة حدائق الحيوان الجنوب آسيوية للتعاون الإقليمي «إس إيه زد إيه آر سي»
- جنوب شرق آسيا: نشاطات الحفظ الخاصة برابطة حدائق الحيوان الجنوب شرق آسيوية «إس إي إيه زد إيه»

## التحديات

### الوراثة
الهدف من العديد من المجتمعات الأسيرة هو الاحتفاظ بمستويات من التنوع الوراثي مماثلة لما يوجد في المجتمعات البرية. نظرًا إلى أن المجتمعات الأسيرة صغيرة في الحجم وموضوعة في بيئات اصطناعية، فقد تكون عوامل الوراثة مثل التكيف والتزاوج الداخلي وفقدان التنوع مصدر قلق كبير.

### الاستئناس (التكيف)
تنشأ الفروقات التكيفية بين المجتمعات النباتية والحيوانية من الاختلافات في الضغوط البيئية. من الممكن أن تتطور الأنواع في حالات التربية في الأسر التي تسبق إعادة التوطين في البرية وتتكيف مع بيئة الأسر بدلًا من بيئتها الطبيعية. يمكن أن تؤدي إعادة توطين نبات أو حيوان في بيئة ليست شبيهة ببيئته الأصلية إلى التسبب بتثبيت صفات قد لا تكون مناسبة لتلك البيئة ما يؤثر سلبًا عليه. يمكن أن تؤثر شدة الانتخاب والتنوع الوراثي الأولي والحجم الفعال للمجتمع على مقدار تكيف الأنواع مع بيئة الأسر. تقترح أعمال النمذجة أن مدة البرنامج (أي الزمن الممتد من تأسيس المجتمع الأسير إلى آخر عملية إطلاق) هي محدِّد هام لنجاح عملية إعادة التوطين، التي تزداد نجاحًا في البرامج متوسطة المدة ما يسمح بإطلاق عدد كافٍ من الأفراد، وتقليل عدد الأجيال الخاضعة في الأسر لضغط انتخابي ضعيف. يمكن تقليل التكيفات الجينية مع بيئة الأسر من خلال عند تقليل عدد الأجيال في الأسر ومقدار الانتخاب في المجتمعات الأسيرة عن طريق خلق بيئة مشابهة للبيئة الطبيعية وزيادة عدد الأفراد المهاجرة من المجتمعات البرية.

### التنوع الوراثي
أحد العواقب المترتبة على المجتمعات الأسيرة صغيرة الحجم هو زيادة تأثير الانحراف الوراثي حيث تمتلك الجينات القدرة على التثبُّت أو الاختفاء كليًا تبعًا للصدفة، وهذا ما يقلل من التنوع الوراثي. يمكن أن تؤثر عوامل أخرى على التنوع الحيوي في المجتمعات الأسيرة وهي عنق الزجاجة والحجم الأولي للمجتمع. يؤثر كل من عنق الزجاجة والهبوط السريع في عدد الأفراد أو الحجم الأولي الصغير للمجتمع على التنوع الوراثي. يمكن أن تُقلَّل خسارة التنوع الحيوي عن طريق إنشاء مجتمع بعدد كبير من الأفراد المؤسسين يكفي لتمثيل المجتمعات البرية، وزيادة التعداد السكاني وزيادة نسبة الحجم الفعال للمجتمع إلى الحجم الحقيقي للمجتمع، وتقليل عدد الأجيال في الأسر.

### التزاوج الداخلي
التزاوج الداخلي هو تزاوج الكائنات الحية مع أفراد ذات صلة قرابة بها، وهذا ما يقلل من تغاير اللواقح في مجتمع ما. على الرغم من أن التزاوج الداخلي قد يكون شائعًا نسبيًا، ولكن عندما ينتج عنه انخفاض في الصلاحية يدعى بتدهور التزاوج الداخلي. تنتشر التأثيرات المُحدِّدة لتدهور التزاوج الداخلي بشكل خاص في المجتمعات الصغيرة، وتكون بذلك واسعة الانتشار في المجتمعات الأسيرة. من الضروري لجعل تلك المجتمعات أكثر قابلية للحياة مراقبة وتقليص تأثيرات التعبير الأليلي الضار الناجم عن تدهور التزاوج الداخلي واستعادة التنوع الوراثي. يمكن أن تساعد مقارنة مجتمعات التزاوج الداخلي مع المجتمعات التي لا يحدث فيها تزاوج داخلي أو يحدث بشكل أقل في تحديد مدى التأثيرات الضارة إن وُجِدَت. كما تُعد المراقبة عن كثب لاحتمالية حدوث التزاوج الداخلي ضمن المجتمعات التي تخضع للتربية في الأسر من العوامل الرئيسية لنجاح إعادة التوطين في الموطن الأصلي للنوع. 

### التزاوج الخارجي
التزاوج الخارجي هو تزاوج الكائنات الحية مع أفراد لا تمت لها بصلة قربى، وبذلك يزداد تغاير اللواقح في مجتمع ما. على الرغم من أن التنوعات الجديدة تكون في كثير من الأحيان مفيدةً، ولكن يمكن أن تؤدي في حال كان هنالك فروق وراثية كبيرة بين الفردين إلى حدوث تدهور التزاوج الخارجي. يعتبر ذلك انخفاضًا في الصلاحية، وهو مشابه لتدهور التزاوج الداخلي، ولكنه ينشأ من خلال عدد من الآليات المختلفة، من ضمنها القضايا التصنيفية، والاختلافات الصبغية، وعدم التوافق الجنسي، والاختلافات التكيفية بين الأفراد. من الأسباب الشائعة اختلاف الصيغة الصبغية والتهجين بين الأفراد الذي يقود إلى العقم. أفضل مثال على ذلك هو إنسان الغاب، الذي كان من الشائع أن يُزاوج قبل المراجعات التصنيفية التي حدثت في ثمانينيات القرن الماضي في المجتمعات الأسيرة ليعطي إنسان الغاب الهجين ذي الصلاحية المنخفضة. إذا تم تجاهل الصيغة الصبغية أثناء إعادة التوطين فقد تفشل جهود استعادة الأنواع بسبب الهُجن العقيمة في البرية. إذا كان هنالك اختلافات كبيرة بين الأفراد القادمة من مجتمعات متباعدة، فلا ينبغي أن تُربى تلك الأفراد إلا في ظروف لا يوجد فيها أزواج آخرون.